# Bryum pabstianum
Bryum pabstianum là một loài Rêu trong họ Bryaceae. Loài này được Müll. Hal. mô tả khoa học đầu tiên năm 1855.